# Dromoland Castle
Dromoland Castle (irsk: Drom Ólainn) er et slot, der ligger nær Newmarket-on-Fergus i County Clare, Irland. Det bliver drevet som et femstjernet luksushotel med golfbane, restauranten, "Earl of Thomond", fik tildelt en michelinstjerne i 1995 under chefkok Jean Baptiste Molinari.
Dromoland Castle blev oprindeligt etableret i 1400-tallet, men den nuværende bygning stammer fra 1835.